# Buel del Lovo
Buel del Lovo, früher auch Batteria Buel del Lovo, ist eine kleine Insel in der Lagune von Venedig nördlich von Murano. Die Insel hat eine Fläche von 5.226 m², nach Angaben der Kommune von 5.257. Auf der Insel befinden sich drei Gebäude. 

## Geschichte (ab 1. Jahrhundert)
1970 wurden in einer Schicht in 1,90 m unter dem Meeresspiegel entdeckt, in der sich eine Saline und eine Wassermühle sowie ein Brunnen aus dem 10. bis 12. Jahrhundert nachweisen ließen. Die Mühle – die Identifikation als solche ist nicht gesichert – ließ sich mittels Radiokohlenstoffmethode in die Zeit der Ausbreitung der Mühlen in der Lagune datieren, nämlich zwischen 1030 und 1190. Ein verwitterter Mühlstein wurde dokumentiert. Wahrscheinlich handelte es sich bei den Ziegelfunden in fast 2 m Tiefe um eine Riva, eine Anlandestelle, aus der 1. Hälfte des 1. Jahrhunderts. Auch wurde ein Brunnen ausgegraben, in dem sich eine Münze aus der Zeit des von 337 bis 361 regierenden Kaisers Constantius II. fand, sowie eine aus der Zeit des Licinius (308–324).
Die Insel Buel del Lovo, ehemals Batteria, war eine der Inseln, die im 18. Jahrhundert, noch zuzeiten der Republik Venedig, zu einem Verteidigungsgürtel rund um die Stadt Venedig ausgebaut wurden. Aus einem Schreiben des Adligen Zuanne Zusto von 1796, der als Proveditore für die Inseln und Halbinseln verantwortlich war, geht hervor, dass sie aus Holz gebaut waren. Die anderen Festungen waren Fisolo, Campana, Ex Poveglia und Trezze in der südlichen Lagune; Tessera, Carbonera und Campalto in der mittleren und nördlichen Lagune. Sie lagen meist an den Schnittpunkten der lagunaren Kanäle. Buel del Lovo hatte die Aufgabe, die Gewässer nördlich von Murano und östlich von Mestre zu decken.
Ab 1865 wurden die Batterien aufgegeben, 1883 waren sie ohne Besatzung und Munitionslager.
In den 1960er Jahren erhielt die Insel einige bauliche Veränderungen, unter ihnen ein Gebäude zur Konservierung von Fisch, doch wurde die Unternehmung nur wenige Jahre betrieben. 1990 wurde die Insel privatisiert und an Italgas vergeben.